# Nuncjatura Apostolska w Urugwaju
Nuncjatura Apostolska w Urugwaju – misja dyplomatyczna Stolicy Apostolskiej we Wschodniej Republice Urugwaju. Siedziba nuncjusza apostolskiego mieści się w Montevideo.
Nuncjusz apostolski pełni tradycyjnie godność dziekana korpusu dyplomatycznego akredytowanego w Urugwaju od momentu przedstawienia listów uwierzytelniających.

## Historia
Przedstawiciele papiescy w Urugwaju mianowani są od XIX w.. W 1939 papież Pius XII utworzył Nuncjaturę Apostolską w Urugwaju.